# Sim Iness
Simeon "Sim" Garland Iness (Keota, 9 de julho de 1930 – Porterville, 23 de maio de 1996) foi um atleta e campeão olímpico norte-americano, especializado no lançamento de disco.
Filho de meeieros, em 1934 sua família deixou seu estado natal de Oklahoma e mudou-se para a pequena cidade de Tulare, na Califórnia, onde ele cresceu e fez uma amizade para toda vida com Bob Mathias, bicampeão olímpico do decatlo em Londres 1948 e Helsinque 1952. Aos 18 anos, pouco depois de se formar na escola secundária, ficou em sexto lugar na seletiva americana do lançamento de disco para os Jogos Olímpicos de Londres 1948. No ano seguinte se tornou campeão nacional júnior e depois, como aluno da Universidade do Sul da Califórnia, foi bicampeão da NCAA nesta modalidade em 1952 e 1953.
Em Helsinque 1952, ele conquistou a medalha de ouro no lançamento de disco com uma marca de 55,03 m, recorde olímpico – ele quebrou o recorde olímpico até então vigente em três de seus seis lançamentos – e deu início a um longa linha consecutiva de vitórias para o EUA nesta modalidade nos Jogos Olímpicos, com os quatro títulos subsequentes de Al Oerter.
Em 28 de junho de 1953, estabeleceu novo recorde mundial de 57,93 m em Lincoln, Nebraska.
Depois de encerrar carreira no atletismo, dedicou-se a trabalhar como professor de educação física em colégios, técnico de atletismo e futebol americano e conselheiro educacional.